# 스즈키 에미
스즈키 에미(鈴木 えみ, 1985년 9월 13일 ~)는 일본의 패션 모델이자 배우이다. 에미치라고도 불린다. 중화인민공화국 상하이시 출신으로, 만 12세때 일본의 교토부 교토시로 이주했다. 소속사는 스타더스트 프로모션이다.

## 출연

### 드라마
- 2002년《롱 러브레터~표류교실~》
- 2002년《런치의 여왕》
- 2004년《워터 보이즈 2》
- 2006년《걸 서클》
- 2006년《혐오스런 마츠코의 일생》
- 2008년《유한클럽》
- 2008년《엽기적인 그녀》

### 영화
- birl call (2006년)

### 뮤직 비디오
- 케츠메이시 〈사쿠라〉 (2005년)